# Katharine Viner
Katharine Sophie Viner (* 1971) ist eine britische Journalistin und Dramatikerin. Am 1. Juni 2015 wurde sie die erste weibliche Chefredakteurin der britischen Tageszeitung bei The Guardian und trat die Nachfolge von Alan Rusbridger an. Viner leitete zuvor die Webaktivitäten des Guardian in Australien und den Vereinigten Staaten, bevor sie für die Position des Chefredakteurs ausgewählt wurde.

## Leben

### Jugend
Katharine Viner wuchs in Yorkshire auf, ihre Eltern waren Lehrer. Bereits auf der Grundschule interessierte sie sich für Journalistik. 1987 wurde ein Zeitungsartikel von ihr im Guardian veröffentlicht, der sich mit Schulprüfungen nach dem GCE O-Standard auseinandersetzte. 1988 arbeitete sie für kurze Zeit für die lokale Zeitung Ripon Gazette, danach studierte sie in Oxford am Pembroke College. Kurz vor dem Abschluss des Studiums gewann sie einen Schreibwettbewerb, der vom Guardian veranstaltet wurde, worauf Louise Chunn, eine der Mitarbeiterinnen der Zeitung, sie aufforderte, über eine Karriere im Journalismus nachzudenken.

### Karriere als Reporterin
Viner begann, um Arbeitserfahrung zu sammeln, für das Magazin Cosmopolitan zu arbeiten, und wechselte schnell zur Sunday Times, wo sie drei Jahre arbeitete, bevor sie 1997 zum Guardian kam. Dort schrieb sie zunächst für eine Rubrik, die sich speziell an Frauen richtete, bevor sie 1998 Redakteurin für die Samstags-Beilage Weekend wurde. 2005 wurde sie Redakteurin für Features, 2008 zur stellvertretenden Chefredakteurin ernannt. Von 2008 bis 2012 verantwortete sie die gesamte Samstagsausgabe der Zeitung.

### Redaktionsarbeit in Australien und New York
Viner hatte zudem die Aufgabe, die australische Ausgabe der Zeitung aufzubauen und war dazu 16 Monate lang in „Down Under“, danach leitete sie von Sommer 2014 bis zu ihrer Wahl zur Chefredakteurin der Zeitung die US-amerikanische Ausgabe von New York City aus.

### Chefredakteurin desGuardian
Viner konnte sich bei einer Abstimmung im März 2015 über die Nachfolge von Alan Rusbridger als neue Chefredakteurin durchsetzen, dabei erhielt sie 53 % der Stimmen. Am 20. März wurde ihre Wahl bekanntgegeben, sie übernahm das Amt von Rusbridger am 1. Juni 2015, als erste Frau in der 194-jährigen Geschichte der Zeitung. Sie setzte sich dabei gegen 26 Bewerber durch und ist erst die zwölfte Person, die als Chefredakteur der Zeitung amtiert.
Als sie die redaktionelle Leitung übernahm, war die Zeitung finanziell angeschlagen und machte große Verluste. Sie schaffte die Wende, indem sie massiv sparte, das Format der Print-Ausgabe verkleinerte und Personal abbaute. Für die Online-Ausgabe verzichtete sie auf eine Paywall, sondern setzte auf Spenden, sogenannte Mitgliedschaften der Leser und – umstrittene – Kooperationen mit Sponsoren wie der Stiftung von Bill Gates. Die Zahl der Seitenaufrufe stieg ebenso wie die Zahl der Abonnements.

## Weiteres
Viner schrieb zusammen mit Alan Rickman ein Schauspiel mit dem Titel My Name Is Rachel Corrie, das sich mit dem Leben von Rachel Corrie auseinandersetzt, einer amerikanischen Aktivistin, die von einem israelischen Bulldozer in Rafah im Gazastreifen 2003 getötet wurde. Das Theaterstück wurde 2005 im Royal Court Theatre uraufgeführt.

## Textbuch
- zum Schauspiel auf den Tagebüchern und Aufzeichnungen von Rachel Corrie: My Name Is Rachel Corrie. Theatre Communications Group, New York City, USA 2006, ISBN 978-1-854598783.